# Faith, Hope & Charity
Faith, Hope & Charity was een Amerikaanse zanggroep uit Tampa.

## Bezetting
- Zulema Cusseaux[2] (1970 tot 1971)
- Brenda Hilliard[3] (1970 tot 1979)
- Al Bailey[4] (1970 tot 1979)
- Diane Destry[5] (van 1974 tot 1979)

## Geschiedenis
Oprichters van de groep waren Zulema Cusseaux, Brenda Hilliard en Al Bailey. Van oorsprong waren ze het trio The Lovettes, toen ze de platenproducent  Van McCoy ontmoetten. Ze tekenden een contract bij Maxwell Records en de groepsnaam werd gewijzigd in Faith, Hope & Charity. Hun song So Much Love haalde de Billboard r&b-hitlijst (#14) en de Billboard Hot 100 (#51) in 1970. De volgende publicatie Baby Don't Take Your Love haalde ook de r&b-hitlijst (#36) en de Billboard Hot 100 (#96).
Cusseaux verliet de groep in 1971, kort na de overgang naar Sussex Records en startte een solocarrière. Ze werd uiteindelijk vervangen door Diane Destry in 1974. Hun grootste hit kwam net na de overgang naar RCA Records midden jaren 1970. Met Van McCoy nog steeds als schrijver en producent haalden ze de toppositie van de r&b-hitlijst met To Each His Own (1975, #1 r&b, #15 dance, #50 Hot 100).
Daarna scoorden ze een verdere hit in januari 1976 in de Britse singlehitlijst (#38) met Just One Look van hun album Faith, Hope & Charity. Dit was een coverversie van een Doris Day-nummer. Hun single Don't Pity Me haalde in 1978 de r&b-hitlijst (#20). Na een tweede album bij RCA Records, die een aantal bescheiden hits produceerden, verliet Destry de groep, maar Hilliard en Bailey gingen verder voor een ander album in 1978 bij 20th Century Fox, voordat de groep werd ontbonden.
Het leek dat er een ander lid van Faith, Hope & Charity was in 1977. Priscilla Baskerville werd vermeld als groepslid bij sommige opnamen.

## Discografie

### Singles
- 1970:	So Much Love
- 1970: Baby Don't Take Your Love
- 1971:	Come Back and Finish What You Started
- 1971: No Tresspassing
- 1972:	God Bless the World
- 1972: I Was There
- 1973:	Who Made You Go
- 1975:	To Each His Own
- 1975: Mellow Me
- 1975: Just One Look
- 1976:	Don't Go Looking for Love
- 1976: A Time for Celebration (met The Choice Four)
- 1976: You're My Peace of Mind
- 1977:	Life Goes On
- 1978:	Don't Pity Me
- 1978: How Can I Help But Love You

### Albums
- 1970:	Faith Hope & Charity (Maxwell)
- 1972:	Heavy Love (Sussex)
- 1975:	Faith Hope & Charity (RCA Victor)
- 1976:	Life Goes On (RCA Victor)
- 1978:	Faith Hope & Charity (20th Century Fox)